# نیووه‌دیپ
نیووه‌دیپ (به هلندی: Nieuwediep) یک منطقهٔ مسکونی در هلند است که در آ ان هونزه واقع شده‌است. نیووه‌دیپ ۳۱۴ نفر جمعیت دارد.